# Europese kampioenschappen roeien 2020
De Europese kampioenschappen roeien 2020 werden van vrijdag 9 oktober tot en met zondag 11 oktober gehouden op het Maltameer bij het Poolse Poznań. Er werden medailles verdeeld op tweeëntwintig onderdelen, tien bij de mannen, acht bij de vrouwen en vier voor paralympische sporters. De kampioenschappen stonden eerder gepland voor 5 tot en met 7 juni, maar werden wegens de coronapandemie uitgesteld. Als gevolg van de pandemie was de Britse ploeg afwezig. De Europese kampioenschappen vonden drie maal eerder in Poznań plaats.

## Medaillewinnaars

### Mannen
| Bootklasse              | Goud | Goud    | Zilver | Zilver  | Brons | Brons   |
| Skiff M1x               | Denemarken Sverri Sandberg Nielsen | 6:50,22 | Polen Natan Węgrzycki-Szymczyk | 6:51,23 | Noorwegen Kjetil Borch | 6:51,63 |
| Twee zonder M2-         | Roemenië Marius-Vasile Cozmiuc Ciprian Tudosa | 6:26,52 | Kroatië Martin Sinković Valent Sinković | 6:29,46 | Italië Matteo Lodo Giuseppe Vicino | 6:30,55 |
| Dubbel twee M2x         | Nederland Melvin Twellaar Stef Broenink | 6:18,69 | Zwitserland Barnabé Delarze Roman Röösli | 6:20,79 | Ierland Daire Lynch Ronan Byrne | 6:21,28 |
| Vier zonder M4-         | Nederland Jan van der Bij Boudewijn Röell Sander de Graaf Nelson Ritsema                                                                                    | 6:01,70 | Italië Marco Di Costanzo Giovanni Abagnale Bruno Rosetti Matteo Castaldo | 6:04,05 | Polen Mateusz Wilangowski Mikołaj Burda Marcin Brzeziński Michał Szpakowski                                                                   | 6:05,08 |
| Dubbel vier M4x         | Nederland Dirk Uittenbogaard Abe Wiersma Tone Wieten Koen Metsemakers                                                                                       | 5:39,44 | Italië Luca Chiumento Simone Venier Luca Rambaldi Giacomo Gentili | 5:43,88 | Litouwen Dovydas Nemeravičius Martynas Džiaugys Dominykas Jančionis Aurimas Adomavičius                                                       | 5:47,51 |
| Acht M8+                | Duitsland Johannes Weißenfeld Laurits Follert Olaf Roggensack Torben Johannesen Jakob Schneider Malte Jakschik Richard Schmidt Hannes Ocik Martin Sauer (s) | 5:31,15 | Roemenië Alexandru Chioseaua Florin-Sorin Lehaci Constantin Radu Sergiu-Vasile Bejan Vlad Dragoș Aicoboae Constantin Adam Florin Arteni-Fintinariu Ciprian Huc Adrian Munteanu (s) | 5:32,93 | Nederland Bjorn van den Ende Ruben Knab Kaj Hendriks Simon van Dorp Jasper Tissen Bram Schwarz Mechiel Versluis Robert Lücken Aranka Kops (s) | 5:34,21 |
| Lichte skiff LM1x       | Noorwegen Kristoffer Brun | 6:58,75 | Italië Niels Torre | 6:59,11 | Ierland Fintan McCarthy | 7:02,15 |
| Lichte dubbel twee LM2x | Italië Stefano Oppo Pietro Ruta | 6:22,80 | Duitsland Jonathan Rommelmann Jason Osborne | 6:22,93 | België Niels Van Zandweghe Tim Brys | 6:23,77 |
| Lichte dubbel vier LM4x | Italië Catello Amarante Antonio Vicino Patrick Rocek Gabriel Soares                                                                                         | 6:01,01 | Duitsland Julian Schneider Eric Magnus Paul Jonathan Schreiber Joachim Agne | 6:04,49 | Oostenrijk Alexander Maderner Lukas Kreitmeier Sebastian Kabas Philipp Kellner                                                                | 6:10,12 |

### Vrouwen
| Bootklasse              | Goud | Goud    | Zilver | Zilver  | Brons | Brons                           |
| Skiff W1x               | Ierland Sanita Pušpure | 7:36,04 | Oostenrijk Magdalena Lobnig | 7:38,46 | Griekenland Anneta Kyridou | 7:39,97                         |
| Twee zonder W2-         | Roemenië Adriana Ailincăi Iuliana Buhuș | 7:17,19 | Spanje Aina Cid Virginia Díaz Rivas | 7:18,82 | Griekenland Maria Kyridou Christina Bourmpou | 7:20,24                         |
| Dubbel twee W2x         | Roemenië Nicoleta-Ancuța Bodnar Simona Radiș | 6:57,86 | Nederland Roos de Jong Lisa Scheenaard | 7:03,47 | Frankrijk Hélène Lefebvre Élodie Ravera-Scaramozzino | 7:05,05                         |
| Vier zonder W4-         | Nederland Elisabeth Hogerwerf Karolien Florijn Ymkje Clevering Veronique Meester                                                                                       | 6:35,49 | Italië Aisha Rocek Kiri Tontodonati Alessandra Patelli Chiara Ondoli                                                                                                   | 6:40,84 | Ierland Aifric Keogh Eimear Lambe Aileen Crowley Fiona Murtagh | 6:41,21                         |
| Dubbel vier W4x         | Nederland Laila Youssifou Inge Janssen Olivia van Rooijen Nicole Beukers                                                                                               | 6:25,66 | Duitsland Daniela Schultze Carlotta Nwajide Frieda Hämmerling Franziska Kampmann                                                                                       | 6:26,75 | Polen Katarzyna Boruch Marta Wieliczko Agnieszka Kobus-Zawojska Katarzyna Zillmann                                                                                | 6:27,87                         |
| Acht W8+                | Roemenië Maria-Magdalena Rusu Viviana Iuliana Bejinariu Georgiana Dedu Amalia Bereș Ioana Vrinceanu Maria Tivodariu Mădălina Bereș Denisa Tîlvescu Daniela Druncea (s) | 6:14,75 | Duitsland Sophie Oksche Melanie Göldner Anna Härtl Alexandra Höffgen Alyssa Meyer Frauke Hundeling Marie-Cathérine Arnold Tabea Schendekehl Larina Aylin Hillemann (s) | 6:16,95 | Nederland Elsbeth Beeres Maartje Damen Dieuwertje den Besten Tessa Dullemans Hermijntje Drenth Tinka Offereins Aletta Jorritsma Karien Robbers Dieuwke Fetter (s) | 6:17,38                         |
| Lichte skiff LW1x       | Nederland Martine Veldhuis | 7:48,95 | Zwitserland Sofia Meakin | 7:50,03 | Italië Paola Piazzolla | 7:52,38                         |
| Lichte dubbel twee LW2x | Nederland Marieke Keijser Ilse Paulis | 6:58,07 | Italië Valentina Rodini Federica Cesarini | 6:59,80 | Roemenië Ionela-Livia Cozmiuc Gianina-Elena Beleagă | 7:00,60                         |
| Lichte dubbel vier LW4x | Italië Giulia Mignemi Silvia Crosio Greta Martinelli Arianna Noseda | 6:37,90 | Duitsland Elisabeth Mainz Marion Reichardt Cosima Clotten Katrin Volk                                                                                                  | 6:44,51 | Slechts twee boten aan de start | Slechts twee boten aan de start |

### Para-roeien
| Bootklasse                         | Goud                                                                                 | Goud     | Zilver                                                                                    | Zilver   | Brons                                                                                 | Brons    |
| Para mannen skiff PR1 M1x          | Oekraïne Roman Poljanskyj                                                            | 9:34,54  | Rusland Alexei Tschuwaschew                                                               | 9:47,83  | Duitsland Marcus Klemp                                                                | 9:59,42  |
| Para vrouwen skiff PR1 W1x         | Frankrijk Nathalie Benoit                                                            | 10:51,68 | Oekraïne Anna Scheremet                                                                   | 11:02,17 | Duitsland Sylvia Pille-Steppat                                                        | 11:17,90 |
| Para gemengd dubbel twee PR2 Mix2x | Nederland Annika van der Meer Corné de Koning                                        | 8:19,77  | Oekraïne Switlana Bohuslawska Jaroslaw Kojuda                                             | 8:26,55  | Polen Jolanta Majka Michał Gadowski                                                   | 8:29,03  |
| Para gemengd vier PR3 Mix4+        | Italië Cristina Scazzosi Alessandro Brancato Lorenzo Bernard Greta Muti Lorena Fuina | 7:19,67  | Oekraïne Olexandra Poljanska Darija Kotyk Stanislaw Samoljuk Maksym Schuk Julija Malassaj | 7:22,83  | Frankrijk Guylaine Marchand Margot Boulet Rémy Taranto Antoine Jesel Robin Le Barreau | 7:24,43  |

## Medailleklassement
| Plaats | Land        | Goud | Zilver | Brons | Totaal |
| 1      | Nederland   | 7    | 1      | 2     | 10     |
| 2      | Roemenië    | 4    | 1      | 1     | 6      |
| 3      | Italië      | 3    | 5      | 2     | 10     |
| 4      | Duitsland   | 1    | 5      | 0     | 6      |
| 5      | Ierland     | 1    | 0      | 3     | 4      |
| 6      | Noorwegen   | 1    | 0      | 1     | 2      |
| 7      | Denemarken  | 1    | 0      | 0     | 1      |
| 8      | Zwitserland | 0    | 2      | 0     | 2      |
| 9      | Polen       | 0    | 1      | 2     | 3      |
| 10     | Oostenrijk  | 0    | 1      | 1     | 2      |
| 11     | Kroatië     | 0    | 1      | 0     | 1      |
| 11     | Spanje      | 0    | 1      | 0     | 1      |
| 13     | Griekenland | 0    | 0      | 2     | 2      |
| 14     | België      | 0    | 0      | 1     | 1      |
| 14     | Litouwen    | 0    | 0      | 1     | 1      |
| 14     | Frankrijk   | 0    | 0      | 1     | 1      |
| Totaal | Totaal      | 18   | 18     | 17    | 53     |

| Plaats | Land      | Goud | Zilver | Brons | Totaal |
| 1      | Oekraïne  | 1    | 3      | 0     | 4      |
| 2      | Frankrijk | 1    | 0      | 1     | 2      |
| 3      | Nederland | 1    | 0      | 0     | 1      |
| 3      | Italië    | 1    | 0      | 0     | 1      |
| 5      | Rusland   | 0    | 1      | 0     | 1      |
| 6      | Duitsland | 0    | 0      | 2     | 2      |
| 7      | Polen     | 0    | 0      | 1     | 1      |
| Totaal | Totaal    | 4    | 4      | 4     | 12     |